# Reichskommissar
Reichskommissar (traduzido como Comissário do Império ou Comissário Imperial), na história alemã, era um título oficial governamental utilizado para diversos cargos públicos durante o período do Império Alemão e da Alemanha Nazista.